# Мансуров, Александр Павлович (1788)
Алекса́ндр Па́влович Мансу́ров (1788—1880) — русский военный деятель и дипломат, генерал от инфантерии, посланник в Ганновере (1847—1852) и Гааге (1857—1866).

## Биография
Представитель столбового дворянского рода Мансуровых, сын сенатора Павла Александровича. Получив образование в Московском университете, в молодые годы занимался литературой. Стихотворения  
его печатались в «Вестнике Европы» (1819), «Сыне отечества» (1821 и 1823),  «Московском телеграфе» (1825) и других журналах и некоторых альманахах.
Служил в лейб-гвардии Измайловском полку. Состоял адъютантом князей Д. И. Лобанова-Ростовского и П. М. Волконского, старшим адъютантом Главного штаба Е. И. В. (1821). Пользовался благосклонностью Александра I и сопровождал его в заграничных путешествиях. В 1825 году Мансуров сопровождал тело императора из Таганрога.

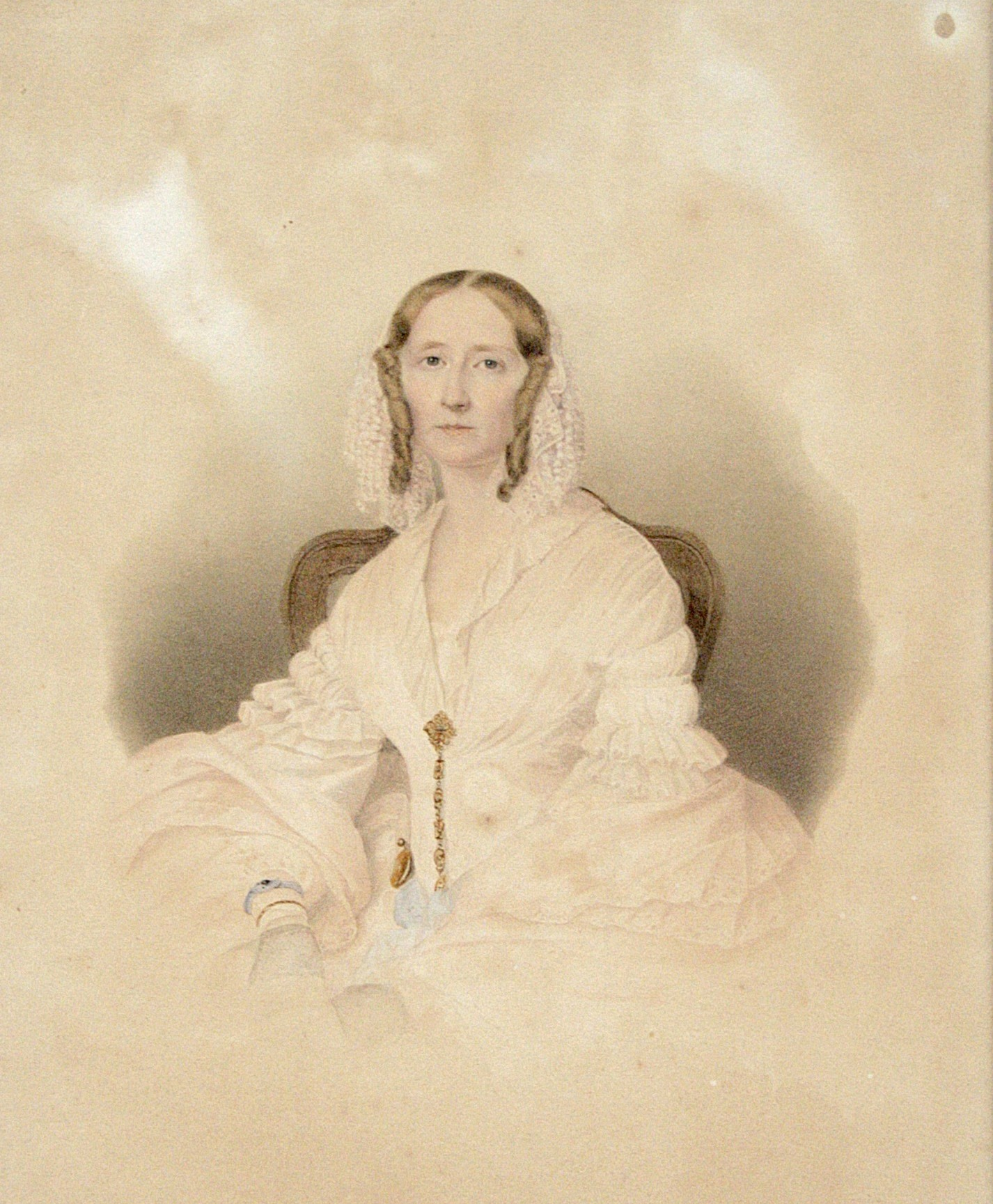
Аграфена Ивановна

Женился 12 ноября 1826 года на своей двоюродной сестре, княжне Аграфене Ивановне Трубецкой (23.08.1794—26.11.1861), старшей дочери князя И. Д. Трубецкого. Брак состоялся с одобрения великого князя Михаила Павловича и с согласия императора Николая I, однако союз столь близких родственников вызвал протест митрополита Филарета, дошедший до того, что в декабре 1828 года митрополит написал прошение об отставке. В результате компромисса Мансурову посоветовали, как писал в своих записках Д. Н. Свербеев:
отправиться за границу и жить там постоянно. Как человеку, находившемуся под особенным покровительством двора, чем со своей стороны пользовалась и его жена, ему дали место и видное и выгодное — военного агента в Берлине, а потом посланника. Но Мансурову объявлено было наперед, что если будут от их брака дети, а от других ближайших их наследников поступят просьбы и жалобы против незаконности таких брачных союзов, тогда подобные браки расторгаются и дети признаются незаконными.
При таких обстоятельствах оставшуюся часть жизни Мансуровы провели за границей. В мае 1830 года у супругов родилась дочь Зинаида, впоследствии фрейлина императорского двора. Аграфена Ивановна, воспитанная в родительском доме М. П. Погодиным, увлекалась музыкой и обращала на себя внимание образованностью. Некоторые беседы с «Агриппиной» Мансуровой передаёт в своих записках А. О. Смирнова. В 1847 году за заслуги мужа Мансурова была пожалована в кавалерственные дамы.

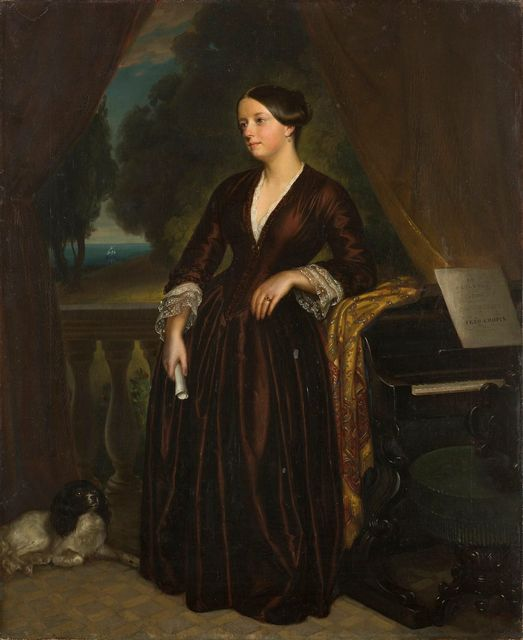
Зинаида Мансурова (1851)

В 1833 году в Берлине Мансуров сыграл благоприятную роль в судьбе будущего знаменитого хирурга Н. И. Пирогова, заканчивавшего тогда образование с другими русскими студентами в Берлинском университете под надзором профессора Кранихфельда, который «за ними шпионил и всячески притеснял их». По жалобе студентов министр Уваров отстранил Кранихфельда и «предложил ему передать заботы о кандидатах состоящему при русском посольстве в Берлине генералу Мансурову».
За время нахождения на военной службе Мансуров имел следующие чины: прапорщик (7.11.1808), флигель-адъютант (04.1821), генерал-майор за отличие (25.06.1828), генерал-майор Свиты (01.1829), генерал-адъютант (6.12.1835), генерал-лейтенант (6.12.1837), генерал от инфантерии (26.08.1856).
В качестве постоянно живущего в Пруссии генерал-адъютанта представлял Николая I при разнообразных военных торжествах. В 1847 году занял пост российского посланника в Ганновере, который сохранял пять лет. В 1857 году назначен послом в Нидерландах. Увлекался собиранием европейской живописи. После 1866 года находился в отпуске по болезни за границей. Умер в глубокой старости 6 октября 1880 года. Похоронен на кладбище Монмартр в Париже рядом с женой.
В ГА РФ хранятся материалы, посвященные А. П. Мансурову: его личные документы о награждениях и назначениях по службе, дневники и заметки по разным вопросам, переписка с дипломатами, государственными деятелями, родственниками и знакомыми.

## Награды
- Награждён орденами Российской империи — Св. Станислава 1-й степени (1833), Св. Анны 1-й степени (1839), Императорская корона к Св. Анне 1-й степени (1843), Св. Владимира 2-й степени (1852), знаком отличия беспорочной службы 40 лет (1852), Белого орла (1858), Св. Александра Невского (1864).
- Также награждён иностранными наградами — сардинским орденом Св. Маврикия и Лазаря 2-й степени (1822), прусским орденом Св. Иоанна Иерусалимского (1827), алмазами к прусскому ордену Св. Иоанна Иерусалимского (1829), большим крестом саксонского ордена «За гражданские заслуги» (1837), ганноверским орденом Гвельфов 1-й степени (1840), гессен-кассельским орденом Льва (1848), большим крестом 1-й степени ольденбургского ордена заслуг герцога Петра-Фридриха-Людвига (1853), прусским орденом Красного орла 1-й степени с алмазами (1856), нидерландским орденом Золотого льва Нассауского дома (1860), большим крестом нидерландского ордена Золотого льва Нассауского дома (1866).